# 레이 톰린슨

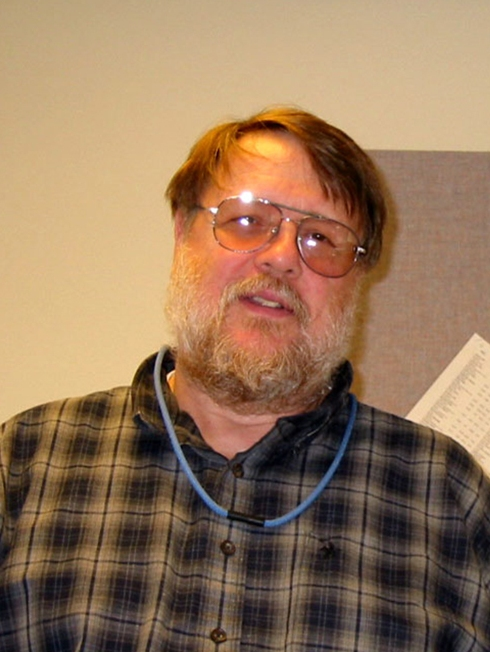
2004년 톰린슨

레이먼드 새뮤얼 톰린슨(Raymond Samuel Tomlinson, 1941년 4월 23일 ~ 2016년 3월 5일), 간단히 레이 톰린슨(Ray Tomlinson)은 미국의 프로그래머이다.

## 내력
뉴욕주 앰스터댐 출생. 1963년에 렌셀러 폴리테크닉 대학교 (RPI)에서 전기 공학 학사 학위를 받았다. 재학 당시 IBM의 인턴십에 참여했다. RPI 졸업 후에도 매사추세츠 공과대학교 (MIT)에 입학하여 전기 공학 연구를 계속해 1965년 전기 공학 석사 학위를 취득했다. MIT에서는 스피치 커뮤니케이션 그룹 (Speech Communication Group)에서 일하고 석사 논문의 주제로 아날로그 디지털 복합형 음성 합성 장치를 개발했다.
1967년 볼트, 베라넥 앤드 뉴먼 (현 BBN 테크놀로지스)에 입사하하여 TENEX 운영체제 개발에 조력했다. 1970년대 톰린슨은 ARPANET을 통해 파일을 전송하는 프로그램 CPYNET를 개발했다.
1971년 후반 ARPANET에 연결된 나란히 놓인 두 컴퓨터간에 전자 메일을 전송했다. 이후 톰린슨은 이메일의 구분 기호로 앳마크 (@)를 사용자가 로컬 컴퓨터가 아닌 다른 호스트에 있는 것을 나타내는 기호로 처음 사용하였다.
2016년 3월 5일에 사망하였다. 향년 76세.